# Rouxana phreatica
Rouxana phreatica is een krabbensoort uit de familie van de Gecarcinucidae. De wetenschappelijke naam van de soort is voor het eerst geldig gepubliceerd in 1982 door Holthuis.